# Föhr
Föhr (Feer en frison septentrional) est une île allemande de la mer du Nord dans le Land de Schleswig-Holstein, arrondissement de la Frise septentrionale (Kreis Nordfriesland), d'environ 82 km2 et 8 600 habitants. 
L'île s'étend sur 12 kilomètres de long pour 6,8 kilomètres de large. Elle compte les 11 communes d'Alkersum, Borgsum, Dunsum, Midlum, Nieblum, Oevenum, Oldsum, Süderende, Utersum, Witsum et Wrixum qui forment le canton de Föhr-Campagne (Amt Föhr-Land) et la ville de Wyk où vit environ la moitié de la population insulaire.